# Tommy Wirkola

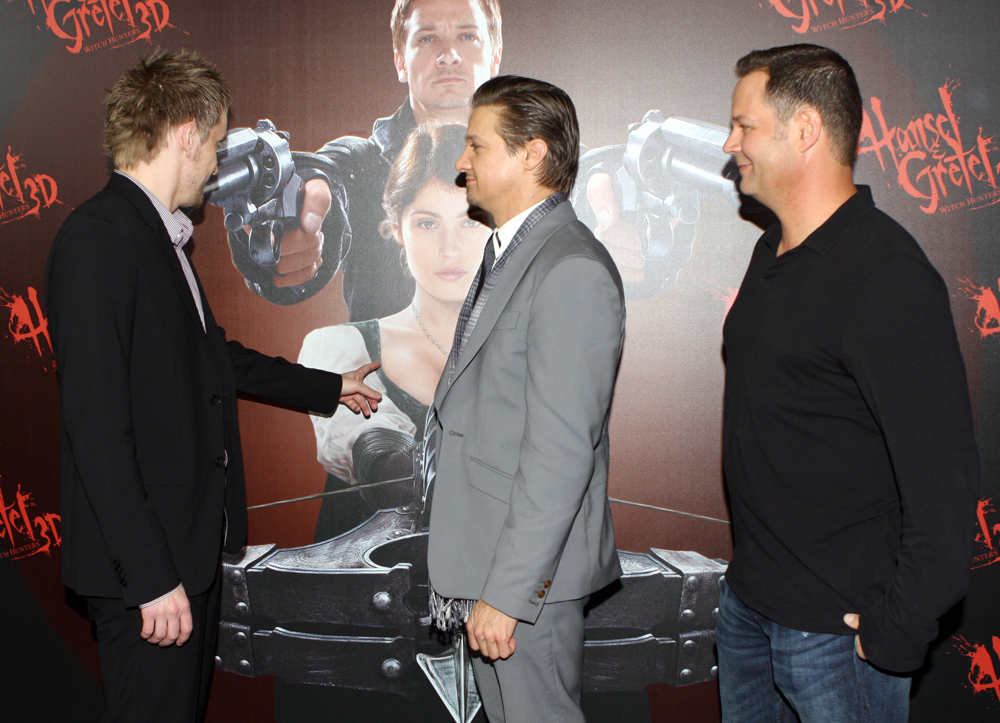
Wirkola (links) neben Jeremy Renner und Kevin Messick 2013 bei der Filmpremiere von Hänsel und Gretel: Hexenjäger

Tommy Wirkola (* 6. Dezember 1979 in Alta, Norwegen) ist ein norwegischer Regisseur, Produzent, Drehbuchautor und Schauspieler.

## Werdegang
Wirkola studierte nach seinem Schulabschluss Medienwissenschaften an der Hochschule Finnmark, anschließend Filmwissenschaften an der Hochschule Lillehammer und absolvierte danach einen Studiengang für Film und Fernsehen an der Bond University in Australien, in dem er seinen Bachelorabschluss erwarb.
Sein Kinodebüt als Regisseur, Produzent und Drehbuchautor gab Wirkola im Jahr 2007 mit der Kill Bill 1 und Kill Bill 2-Parodie Kill Buljo, die in seiner Heimat Norwegen mit Erfolg lief. International auf sich aufmerksam machte er mit seinem nächsten Film, der Nazi-Zombie-Komödie Dead Snow, für die er ebenso die Regie führte und das Drehbuch zusammen mit dem norwegischen Schriftsteller, Schauspieler und Filmproduzenten Stig Frode Henriksen schrieb. 2014 inszenierte er auch die Fortsetzung Dead Snow: Red vs. Dead.
Seine erste Hollywood-Produktion ist der Film Hänsel und Gretel: Hexenjäger, mit Jeremy Renner und Gemma Arterton in den  Hauptrollen, der bei einem Produktionsbudget von umgerechnet ca. 60 Millionen US-Dollar weltweit 225 Millionen US-Dollar einspielte. Die Idee für das Drehbuch basiert auf seinem Abschlussfilm zu seinem Filmstudium an der Bond University in Australien.
Im Jahr darauf führte Wirkola bei der Fortsetzung Dead Snow: Red vs. Dead Regie. Sein nächstes Projekt war der Science-Fiction-Thriller What Happened to Monday?, dessen Drehbuch von Max Botkin geschrieben wurde.

## Filmografie (Auswahl)
- 2006: Remake
- 2007: Kill Buljo
- 2009: Dead Snow (Død snø)
- 2010: Kurt Josef Wagle and the Legend of the Fjord Witch
- 2013: Hänsel und Gretel: Hexenjäger (Hansel & Gretel: Witch Hunters)
- 2014: Dead Snow: Red vs. Dead (Død Snø 2)
- 2017: What Happened to Monday?
- 2021: The Trip – Ein mörderisches Wochenende (I onde dager)
- 2022: Violent Night